# ATP Challenger Series 1991
In der folgenden Tabelle werden die Turniere der professionellen Herrentennis-Saison 1991 der ATP Challenger Series dargestellt. Sie bestand aus 94 Turnieren mit einem Preisgeld von 25.000 bis 100.000 US-Dollar. Es war die 14. Ausgabe des Challenger-Turnierzyklus.

## Turnierplan

### Januar
| Datum1 | Ort          | Turnier                 | Preisgeld | Draw    | Belag2      | Sieger Einzel    | Sieger Doppel                             |
| ------ | ------------ | ----------------------- | --------- | ------- | ----------- | ---------------- | ----------------------------------------- |
| 28.01. | Heilbronn    | Heilbronn Open          | $ 050.000 | 32E/16D | Teppich (i) | Diego Nargiso    | Diego Nargiso Stefano Pescosolido         |
| 28.01. | Viña del Mar | Viña del Mar Challenger | $ 025.000 | 32E/16D | Sand        | Gustavo Giussani | Juan Pino Mario Tabares                   |
| 28.01. | Benin City   | Benin City Challenger   | $ 050.000 | 32E/16D | Hartplatz   | Ugo Colombini    | Mark Keil Scott Patridge                  |
| 28.01. | Bangalore    | Bangalore Challenger    | $ 025.000 | 32E/16D | Sand        | Frank Dennhardt  | Wladimer Gabritschidse Mihnea-Ion Năstase |

### Februar
| Datum1 | Ort          | Turnier                 | Preisgeld | Draw    | Belag2    | Sieger Einzel     | Sieger Doppel                      |
| ------ | ------------ | ----------------------- | --------- | ------- | --------- | ----------------- | ---------------------------------- |
| 04.02. | Jakarta      | Jakarta Challenger I    | $ 075.000 | 32E/16D | Sand      | Václav Roubíček   | Massimo Ardinghi Massimo Boscatto  |
| 04.02. | Lagos        | Lagos Challenger        | $ 075.000 | 32E/16D | Hartplatz | Paul Haarhuis     | Ugo Colombini Paul Wekesa          |
| 04.02. | Telford      | Telford Challenger      | $ 050.000 | 32E/16D | Teppich   | Jan Siemerink     | Martin Laurendeau Leonardo Lavalle |
| 11.02. | São Paulo    | São Paulo Challenger I  | $ 025.000 | 32E/16D | Sand (i)  | Gabriel Markus    | Henrik Holm Nils Holm              |
| 18.02. | Americana    | Americana Challenger    | $ 025.000 | 32E/16D | Hartplatz | Shūzō Matsuoka    | Alexandre Hocevar Marcos Hocevar   |
| 25.02. | Guadeloupe   | Guadeloupe Challenger   | $ 075.000 | 32E/16D | Hartplatz | Olivier Delaître  | João Cunha e Silva Nuno Marques    |
| 25.02. | Indian Wells | Indian Wells Challenger | $ 050.000 | 32E/16D | Hartplatz | Cristiano Caratti | Joey Rive Robert Van’t Hof         |

### März
| Datum1 | Ort               | Turnier                    | Preisgeld | Draw    | Belag2 | Sieger Einzel   | Sieger Doppel                        |
| ------ | ----------------- | -------------------------- | --------- | ------- | ------ | --------------- | ------------------------------------ |
| 11.03. | Santiago de Chile | Santiago Challenger        | $ 025.000 | 32E/16D | Sand   | Alberto Mancini | Gustavo Garetto Marcelo Ingaramo     |
| 25.03. | San Luis Potosí   | San Luis Potosí Challenger | $ 100.000 | 32E/16D | Sand   | Pablo Arraya    | Mauricio Hadad Daniel Orsanic        |
| 25.03. | Marseille         | Marseille Challenger       | $ 050.000 | 32E/16D | Sand   | Ronald Agénor   | Massimo Boscatto Stefano Pescosolido |

### April
| Datum1 | Ort          | Turnier                 | Preisgeld | Draw    | Belag2    | Sieger Einzel        | Sieger Doppel                          |
| ------ | ------------ | ----------------------- | --------- | ------- | --------- | -------------------- | -------------------------------------- |
| 01.04. | Saragossa    | Zaragoza Challenger     | $ 050.000 | 32E/16D | Sand      | José Francisco Altur | Massimo Cierro Stefano Pescosolido     |
| 08.04. | Parioli      | Parioli Challenger      | $ 050.000 | 32E/16D | Sand      | Stefano Pescosolido  | Marcos Aurelio Górriz Andrei Olchowski |
| 15.04. | Mexiko-Stadt | Mexico City Challenger  | $ 100.000 | 32E/16D | Sand      | Fernando Roese       | Ricardo Acioly Pablo Albano            |
| 15.04. | Porto        | Oporto Challenger I     | $ 100.000 | 32E/16D | Sand      | Stefano Pescosolido  | Dmytro Poljakow Tomáš Anzari           |
| 15.04. | Taipeh       | Taipei Challenger       | $ 100.000 | 32E/16D | Hartplatz | Markus Zoecke        | Kelly Jones Todd Woodbridge            |
| 22.04. | Lissabon     | Lisbon Challenger       | $ 100.000 | 32E/16D | Sand      | Bart Wuyts           | David Adams Jaime Oncins               |
| 22.04. | Birmingham   | Birmingham Challenger   | $ 050.000 | 32E/16D | Sand      | Marcelo Ingaramo     | Mark Keil Dave Randall                 |
| 22.04. | Nagoya       | Nagoya Challenger       | $ 050.000 | 32E/16D | Hartplatz | John Stimpson        | Glenn Layendecker Simon Youl           |
| 29.04. | Kuala Lumpur | Kuala Lumpur Challenger | $ 050.000 | 32E/16D | Hartplatz | Glenn Layendecker    | Andrew Castle Paul Wekesa              |
| 29.04. | Prag         | Prague Challenger       | $ 025.000 | 32E/16D | Sand      | Jan Kodeš            | Steve DeVries Richard Vogel            |
| 29.04. | São Paulo    | São Paulo Challenger II | $ 025.000 | 32E/16D | Hartplatz | Fernando Roese       | Ricardo Acioly Mauro Menezes           |

### Mai
| Datum1 | Ort            | Turnier              | Preisgeld | Draw    | Belag2 | Sieger Einzel        | Sieger Doppel                         |
| ------ | -------------- | -------------------- | --------- | ------- | ------ | -------------------- | ------------------------------------- |
| 06.05. | Ljubljana      | Ljubljana Challenger | $ 050.000 | 32E/16D | Sand   | Slobodan Živojinović | Andrei Olchowski Slobodan Živojinović |
| 06.05. | Ribeirão Preto | Ribeirão Challenger  | $ 025.000 | 32E/16D | Sand   | Roberto Jabali       | Ricardo Acioly Mauro Menezes          |
| 27.05. | Bielefeld      | Bielefeld Challenger | $ 050.000 | 32E/16D | Sand   | Dmytro Poljakow      | Carl Limberger Florin Segărceanu      |

### Juni
| Datum1 | Ort      | Turnier             | Preisgeld | Draw    | Belag2    | Sieger Einzel         | Sieger Doppel                      |
| ------ | -------- | ------------------- | --------- | ------- | --------- | --------------------- | ---------------------------------- |
| 03.06. | Turin    | Turin Challenger    | $ 100.000 | 32E/16D | Sand      | Paolo Canè            | Omar Camporese Renzo Furlan        |
| 03.06. | Fürth    | Quelle Cup          | $ 050.000 | 32E/16D | Sand      | Marcos Aurelio Górriz | Marcos Aurelio Górriz Maurice Ruah |
| 10.06. | Köln     | Cologne Challenger  | $ 050.000 | 32E/16D | Sand      | Magnus Gustafsson     | Brent Haygarth Byron Talbot        |
| 10.06. | Itu      | Itu Challenger      | $ 025.000 | 32E/16D | Hartplatz | Libor Němeček         | Ricardo Acioly Mauro Menezes       |
| 24.06. | Salzburg | Salzburg Challenger | $ 100.000 | 32E/16D | Sand      | Markus Rackl          | Johan Carlsson David Engel         |
| 24.06. | Sevilla  | Seville Challenger  | $ 025.000 | 32E/16D | Sand      | Lars Koslowski        | David Rikl Éric Winogradsky        |

### Juli
| Datum1 | Ort              | Turnier              | Preisgeld | Draw    | Belag2    | Sieger Einzel          | Sieger Doppel                         |
| ------ | ---------------- | -------------------- | --------- | ------- | --------- | ---------------------- | ------------------------------------- |
| 01.07. | Porto            | Oporto Challenger II | $ 100.000 | 32E/16D | Sand      | Bart Wuyts             | Josef Čihák Tomáš Anzari              |
| 01.07. | Salerno          | Salerno Challenger   | $ 075.000 | 32E/16D | Sand      | Guillermo Pérez Roldán | Marcos Ondruska Nicolás Pereira       |
| 01.07. | Nyon             | Nyon Challenger      | $ 025.000 | 32E/16D | Sand      | Markus Naewie          | Martin Damm Branislav Stankovič       |
| 08.07. | Bristol          | Bristol Challenger   | $ 050.000 | 32E/16D | Rasen     | John Fitzgerald        | Nduka Odizor Michiel Schapers         |
| 08.07. | Gramado          | Gramado Challenger   | $ 050.000 | 32E/16D | Hartplatz | Laurent Prades         | Nelson Aerts Fernando Roese           |
| 08.07. | Kakegawa         | Kakegawa Challenger  | $ 050.000 | 32E/16D | Rasen     | Massimo Ardinghi       | Sean Cole Eoin Collins                |
| 08.07. | Ulm              | Müller Cup           | $ 050.000 | 32E/16D | Sand      | Rodolphe Gilbert       | Tarik Benhabiles Olivier Delaître     |
| 08.07. | New Haven        | New Haven Challenger | $ 050.000 | 32E/16D | Hartplatz | Alex O’Brien           | Royce Deppe T. J. Middleton           |
| 15.07. | Tampere          | Tampere Challenger   | $ 100.000 | 32E/16D | Sand      | Claudio Pistolesi      | Tomás Carbonell Marcos Aurelio Górriz |
| 15.07. | Newcastle        | Newcastle Challenger | $ 050.000 | 32E/16D | Rasen     | Christo van Rensburg   | Nicholas Fulwood Peter Nyborg         |
| 15.07. | Campos do Jordão | Campos Challenger    | $ 025.000 | 32E/16D | Hartplatz | Yahiya Doumbia         | Yahiya Doumbia Jean-Philippe Fleurian |
| 22.07. | Aptos            | Aptos Challenger     | $ 050.000 | 32E/16D | Hartplatz | Chuck Adams            | Nduka Odizor Bryan Shelton            |
| 22.07. | Fortaleza        | Fortaleza Challenger | $ 050.000 | 32E/16D | Sand      | Oliver Fernández       | Nelson Aerts Danilo Marcelino         |
| 22.07. | Hanko            | Hanko Challenger     | $ 050.000 | 32E/16D | Sand      | Jan Apell              | Jan Apell Olli Rahnasto               |
| 22.07. | Warschau         | Warsaw Challenger    | $ 050.000 | 32E/16D | Sand      | Martin Damm            | Ģirts Dzelde Andres Võsand            |
| 29.07. | Salou            | Salou Challenger     | $ 075.000 | 32E/16D | Sand      | Leonardo Lavalle       | Murphy Jensen Francisco Montana       |
| 29.07. | Lins             | Lins Challenger      | $ 050.000 | 32E/16D | Sand      | Nicolás Pereira        | Ricardo Acioly Mauro Menezes          |
| 29.07. | Winnetka         | Winnetka Challenger  | $ 050.000 | 32E/16D | Hartplatz | Byron Black            | Byron Black Scott Melville            |

### August
| Datum1 | Ort       | Turnier                  | Preisgeld | Draw    | Belag2    | Sieger Einzel          | Sieger Doppel                         |
| ------ | --------- | ------------------------ | --------- | ------- | --------- | ---------------------- | ------------------------------------- |
| 05.08. | Cervia    | Cervia Challenger        | $ 100.000 | 32E/16D | Sand      | Claudio Mezzadri       | Christian Miniussi Diego Pérez        |
| 05.08. | Segovia   | Open Castilla y León     | $ 100.000 | 32E/16D | Hartplatz | Javier Sánchez         | Francisco Clavet Javier Sánchez       |
| 05.08. | São Paulo | São Paulo Challenger III | $ 025.000 | 32E/16D | Sand      | Nicolás Pereira        | Pablo Albano Luis Lobo                |
| 12.08. | Pescara   | Pescara Challenger       | $ 050.000 | 32E/16D | Sand      | Wladimer Gabritschidse | Josef Čihák Tomáš Anzari              |
| 19.08. | Genf      | Geneva Challenger        | $ 050.000 | 32E/16D | Sand      | Marcos Aurelio Górriz  | Wladimer Gabritschidse Martin Střelba |
| 19.08. | Jakarta   | Jakarta Challenger II    | $ 025.000 | 32E/16D | Hartplatz | Mario Visconti         | Mike Briggs Trevor Kronemann          |
| 26.08. | Meran     | Merano Challenger        | $ 025.000 | 32E/16D | Sand      | Frédéric Fontang       | Carlos Costa Christian Miniussi       |

### September
| Datum1 | Ort               | Turnier                      | Preisgeld | Draw    | Belag2    | Sieger Einzel        | Sieger Doppel                              |
| ------ | ----------------- | ---------------------------- | --------- | ------- | --------- | -------------------- | ------------------------------------------ |
| 02.09. | Istanbul          | Istanbul Challenger          | $ 100.000 | 32E/16D | Hartplatz | Olivier Delaître     | Nils Holm Henrik Holm                      |
| 02.09. | Venedig           | Venice Challenger            | $ 100.000 | 32E/16D | Sand      | Carlos Costa         | Jordi Arrese Francisco Roig                |
| 02.09. | Graz              | Graz Challenger              | $ 025.000 | 32E/16D | Sand      | Thomas Buchmayer     | Jan Apell Raviv Weidenfeld                 |
| 09.09. | Azoren            | Azores Challenger            | $ 100.000 | 32E/16D | Hartplatz | Marcos Ondruska      | Byron Black T. J. Middleton                |
| 16.09. | Bukarest          | Bucharest Challenger         | $ 100.000 | 32E/16D | Sand      | Marcelo Filippini    | Lars Koslowski Tomas Nydahl                |
| 16.09. | Messina           | Messina Challenger           | $ 100.000 | 32E/16D | Sand      | Massimo Valeri       | Renzo Furlan Guillermo Pérez Roldán        |
| 16.09. | Bogotá            | Bogotá Challenger            | $ 050.000 | 32E/16D | Sand      | Roberto Saad         | Gustavo Guerrero Roberto Saad              |
| 16.09. | Singapur          | Singapore Challenger         | $ 050.000 | 32E/16D | Hartplatz | Mark Woodforde       | Mike Briggs Trevor Kronemann               |
| 16.09. | Whistler          | Whistler Challenger          | $ 050.000 | 32E/16D | Hartplatz | Fabio Silberberg     | Steve DeVries Patrick Galbraith            |
| 16.09. | Madeira           | Madeira Challenger           | $ 025.000 | 32E/16D | Hartplatz | Byron Black          | John-Laffnie de Jager Byron Talbot         |
| 23.09. | Bloomfield        | Bloomfield Challenger        | $ 050.000 | 32E/16D | Hartplatz | Chris Pridham        | Steve DeVries Matt Lucena                  |
| 23.09. | Cali              | Cali Challenger              | $ 050.000 | 32E/16D | Sand      | Xavier Daufresne     | Gustavo Guerrero Roberto Saad              |
| 30.09. | Syrakus           | Siracusa Challenger          | $ 075.000 | 32E/16D | Sand      | Carlos Costa         | Massimo Boscatto Cristian Brandi           |
| 30.09. | Jerusalem         | Jerusalem Challenger         | $ 050.000 | 32E/16D | Hartplatz | Christo van Rensburg | John-Laffnie de Jager Christo van Rensburg |
| 30.09. | Ponte Vedra Beach | Ponte Vedra Beach Challenger | $ 050.000 | 32E/16D | Hartplatz | Jonathan Stark       | Steve DeVries Kenny Thorne                 |

### Oktober
| Datum1 | Ort             | Turnier                    | Preisgeld | Draw    | Belag2        | Sieger Einzel   | Sieger Doppel                       |
| ------ | --------------- | -------------------------- | --------- | ------- | ------------- | --------------- | ----------------------------------- |
| 07.10. | Pembroke Pines  | Pembroke Pines Challenger  | $ 075.000 | 32E/16D | Sand          | Raúl Viver      | Roberto Saad Tobias Svantesson      |
| 07.10. | Casablanca      | Casablanca Challenger      | $ 050.000 | 32E/16D | Sand          | Jens Wöhrmann   | Marc-Kevin Goellner Bertrand Madsen |
| 07.10. | Cherbourg       | Cherbourg Challenger       | $ 050.000 | 32E/16D | Hartplatz (i) | Jeremy Bates    | Sander Groen Byron Talbot           |
| 07.10. | Reggio Calabria | Reggio Calabria Challenger | $ 050.000 | 32E/16D | Sand          | Lars Koslowski  | Cristian Brandi Federico Mordegan   |
| 14.10. | Kairo           | Cairo Challenger           | $ 100.000 | 32E/16D | Hartplatz     | Bryan Shelton   | Martin Damm David Rikl              |
| 14.10. | São Paulo       | São Paulo Challenger IV    | $ 050.000 | 32E/16D | Sand          | Jaime Oncins    | Luiz Mattar Jaime Oncins            |
| 21.10. | Brest           | Brest Challenger           | $ 100.000 | 32E/16D | Hartplatz (i) | Fabrice Santoro | Lars Koslowski Arne Thoms           |
| 28.10. | Aachen          | Lambertz Open by STAWAG    | $ 050.000 | 32E/16D | Teppich (i)   | Alexander Mronz | Mark Keil Byron Talbot              |

### November
| Datum1 | Ort          | Turnier                 | Preisgeld | Draw    | Belag2        | Sieger Einzel        | Sieger Doppel                         |
| ------ | ------------ | ----------------------- | --------- | ------- | ------------- | -------------------- | ------------------------------------- |
| 04.11. | Helsinki     | Helsinki Challenger     | $ 100.000 | 32E/16D | Teppich (i)   | Michiel Schapers     | Tarik Benhabiles Henri Leconte        |
| 04.11. | Hobart       | Tasmania Challenger     | $ 025.000 | 32E/16D | Teppich (i)   | Sandon Stolle        | Michael Brown Andrew Kratzmann        |
| 11.11. | São Paulo    | São Paulo Challenger V  | $ 050.000 | 32E/16D | Sand          | Raúl Viver           | Francisco Montana Greg Van Emburgh    |
| 11.11. | Christchurch | Christchurch Challenger | $ 025.000 | 32E/16D | Teppich (i)   | Mark Petchey         | Neil Borwick Simon Youl               |
| 18.11. | München      | Munich Challenger       | $ 050.000 | 32E/16D | Teppich (i)   | Arne Thoms           | Tom Kempers Chris Pridham             |
| 18.11. | Auckland     | Auckland Challenger     | $ 025.000 | 32E/16D | Hartplatz (i) | Simon Youl           | Bruce Derlin Carl Limberger           |
| 18.11. | São Paulo    | São Paulo Challenger VI | $ 025.000 | 32E/16D | Hartplatz (i) | Cássio Motta         | João Cunha e Silva Fernando Roese     |
| 25.11. | Bossonnens   | Bossonnens Challenger   | $ 100.000 | 32E/16D | Hartplatz (i) | Christo van Rensburg | Alex Antonitsch Menno Oosting         |
| 25.11. | Johannesburg | Johannesburg Challenger | $ 100.000 | 32E/16D | Hartplatz     | Todd Witsken         | Kevin Curren Royce Deppe              |
| 25.11. | Puebla       | Puebla Challenger       | $ 050.000 | 32E/16D | Hartplatz     | Kent Kinnear         | Oliver Fernández Luis-Enrique Herrera |

### Dezember
| Datum1 | Ort      | Turnier             | Preisgeld | Draw    | Belag2    | Sieger Einzel       | Sieger Doppel              |
| ------ | -------- | ------------------- | --------- | ------- | --------- | ------------------- | -------------------------- |
| 09.12. | Hongkong | Hongkong Challenger | $ 025.000 | 32E/16D | Hartplatz | Bernd Karbacher     | Luke Jensen Murphy Jensen  |
| 16.12. | Guam     | Guam Challenger     | $ 025.000 | 32E/16D | Hartplatz | Richard Matuszewski | Steve DeVries Ted Scherman |

- 1 Turnierbeginn (ohne Qualifikation)
- 2 Das Kürzel „(i)“ (= indoor) bedeutet, dass das betreffende Turnier in einer Halle ausgetragen wurde.